# Liste der Monuments historiques in Saint-Jean-sur-Reyssouze
Die Liste der Monuments historiques in Saint-Jean-sur-Reyssouze führt die Monuments historiques in der französischen Gemeinde Saint-Jean-sur-Reyssouze auf.

## Liste der Bauwerke
| Bezeichnung             | Beschreibung                  | Standort | Kennzeichnung | Schutzstatus | Datum | Bild           |
| ----------------------- | ----------------------------- | -------- | ------------- | ------------ | ----- | -------------- |
| Kirche St-Jean-Baptiste | Erbaut im 11./12. Jahrhundert | (Lage)   | PA00116555    | Inscrit      | 1972  | weitere Bilder |

## Liste der Objekte
- Monuments historiques (Objekte) in Saint-Jean-sur-Reyssouze in der Base Palissy des französischen Kultusministeriums